# Ciranda

Lia de Itamaraca auf dem Weltmusikfestival Horizonte (2023)

Der Ciranda ist eine Art Spiel mit Rundtanz Musik und Gesang, der aus den brasilianischen Bundesstaaten Paraíba und Pernambuco stammt. Der Rundtanz wurde ursprünglich vor allem für Kinder gespielt. Die Tänzer fassen sich dabei an den Händen und tanzen im Kreis.
Das musikalische Begleitpattern ist der Baião, der auf einer Zabumba, dem Pandeiro und einer Ganzá gespielt wird, dazu können Flöten oder Klarinetten treten. Der Ciranda ist vor allem im Nordosten Brasiliens verbreitet.
Bedeutende Vertreter des Ciranda sind: Odete de Pilar, Penha Cirandeira und Lia de Itamaracá.

## Musik

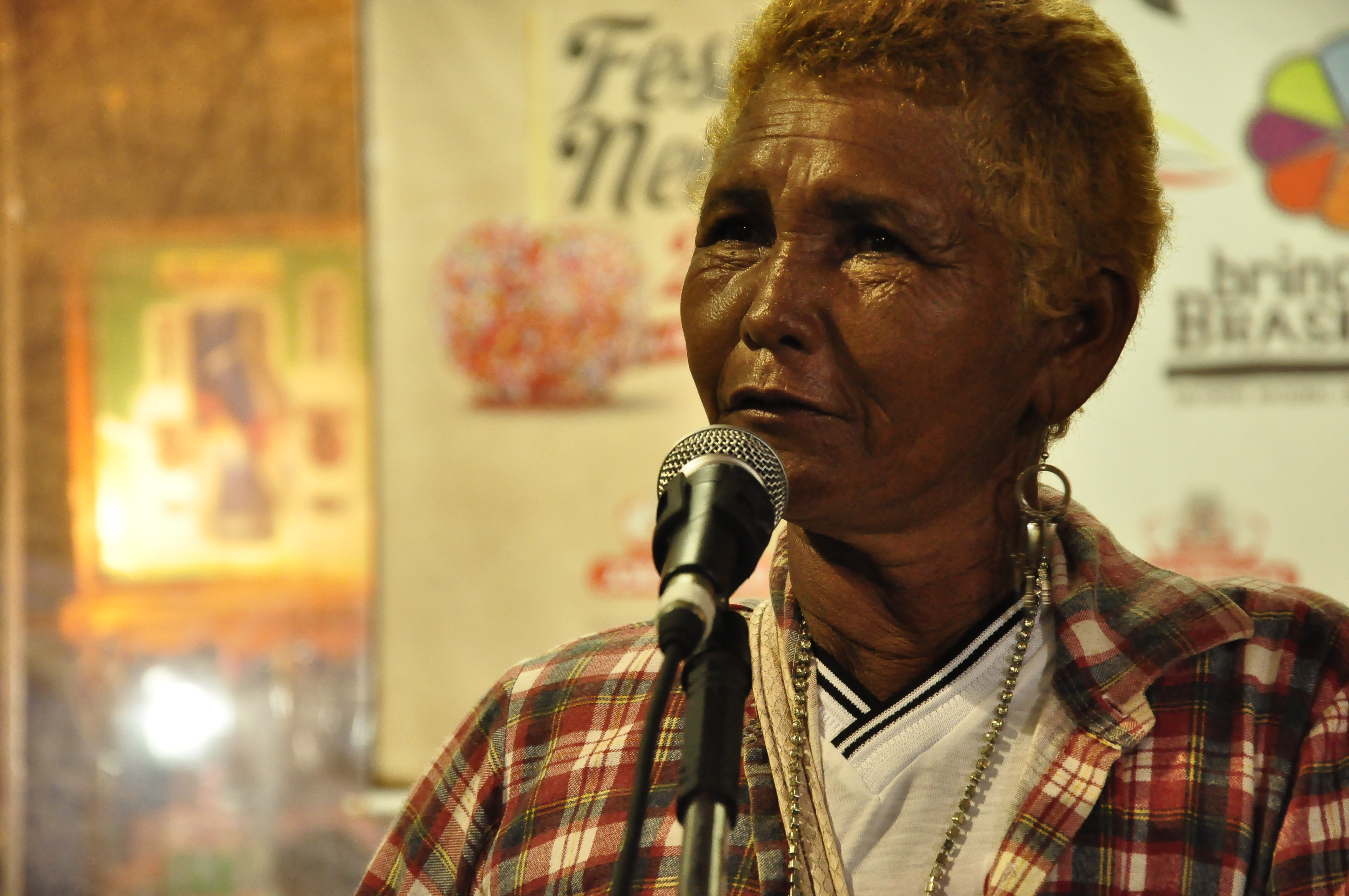
Mestra Penha Cirandeira, eine der berühmtesten Cirandeiras.

Ciranda ist ein Regionalstil der música nordestina, der brasilianischen Musik des brasilianischen Nordostens. Der Rhythmus ist einfach, quaternär, langsam und wird durch einen Bassschlag der Zabumba (oder Bumbo) an der Taktspitze und gedämpfte Schläge zu den anderen Zeiten gekennzeichnet. Begleitet wird er von der Tarol, der Ganzá, der Rumbakugeln und Rumba-Rasseln (Maracás) und wird durch die Bewegung der Cirandeiros choreografiert. In der Regel werden Perkussionsinstrumente verwendet.
Die Ganzá, die Bombo und die brasilianische Variante der Snare- oder Marching-Drum (Caixa) bilden die Grundbesetzung einer traditionellen Ciranda. Manchmal kommen auch Cuíca, kleine Rahmentrommel mit Schellenkranz (Pandeiro), Akkordeon oder ein Blasinstrument hinzu.
Der Liedtext der Ciranda kann improvisiert werden oder bereits bekannt sein. Mit einer einfachen Melodie und in der Regel mit einem Refrain zur Erleichterung der Begleitung wird er vom Cirandeiro-Meister gesungen, der von den Spielern und den Tänzern begleitet wird.

## Tanz
Ciranda ist ein Gruppentanz, bei dem es keine Vorurteile bezüglich Geschlecht, Hautfarbe, Alter, sozialem und finanziellem Status gibt, ebenso wenig wie eine Beschränkung der Teilnehmerzahl. Er beginnt mit einem kleinen Rundtanz, der größer wird, wenn neue Teilnehmer zu tanzen beginnen, den Reigen unterbrechen und sich mit den bereits Tanzenden an den Händen halten. Es ist kein Problem, dem Reigen beizutreten oder ihn zu verlassen. Wenn der Reigen eine solche Größe erreicht, dass es schwierig wird, sich zu bewegen, wird ein kleinerer Reigen innerhalb eines bereits bestehenden größeren gebildet.